# Calvillo (község)
Calvillo község Mexikó Aguascalientes államának délnyugati részén. 2010-ben lakossága kb. 54 000 fő volt, ebből mintegy 20 000-en laktak a községközpontban, Calvillóban, a többi 34 000 lakos a község területén található 154 kisebb településen élt.

## Fekvése
A község teljes területe a Nyugati-Sierra Madre hegységhez tartozik. Középső részén egy északkelet–délnyugati irányú völgy húzódik (a Calvillo völgye), melynek legmélyebb pontja az 1600 méteres tengerszint feletti magasságot sem éri el, míg a környező hegyek közel 2900 méterig is felnyúlnak. A Calvillo mellett még egy állandó vízfolyása van, a La Labor, a többi folyó vagy patak csak időszakos, mivel az évi 500–800 mm csapadék időben egyenetlenül oszlik el. Legfőbb ilyen vízfolyásai a San Antonio, a Gil, az Arroyo Grande, az El Laurel, a Vallecitos, az El Tigre, a Las Moras, az El Jagüey és az El Tepozán. A község területének kevesebb mint negyedét hasznosítják növénytermesztésre (a Calvillo völgyében), 40%-ot erdő, 23%-ot vadon borít, 13%-ot pedig rétek, legelők.

## Népesség
A község lakóinak száma a közelmúltban hullámzott: voltak időszakok, amikor csökkent, és voltak, amikor nőtt. A változásokat szemlélteti az alábbi táblázat:
| Év   | Lakosság |
| ---- | -------- |
| 1990 | 48 440   |
| 1995 | 51 658   |
| 2000 | 51 291   |
| 2005 | 50 183   |
| 2010 | 54 136   |

## Települései
A községben 2010-ben 155 lakott helyet tartottak nyilván, de nagy részük igen kicsi: 63 településen 10-nél is kevesebben éltek. A jelentősebb helységek:
| Település                                                | Lakosság (2010) |
| -------------------------------------------------------- | --------------- |
| Calvillo (községközpont)                                 | 19 742          |
| Ojocaliente                                              | 6914            |
| El Cuervero (Cuerveros)                                  | 2350            |
| Fraccionamiento Valle Huejúcar (Fraccionamiento Popular) | 1991            |
| La Labor                                                 | 1988            |
| Malpaso                                                  | 1697            |
| San Tadeo                                                | 1507            |
| Chiquihuitero (San Isidro)                               | 1318            |
| La Panadera                                              | 1212            |
| Mesa Grande                                              | 1149            |
| Jaltiche de Arriba                                       | 1114            |
| Crucero las Pilas                                        | 1031            |
| El Salitre                                               | 854             |
| Presa de los Serna                                       | 639             |
| Jaltiche de Abajo                                        | 520             |
| La Rinconada                                             | 511             |
| Ojo de Agua                                              | 506             |
| Fraccionamiento Solidaridad                              | 504             |